# بطاقة بريد إعلانية
بطاقة بريد إعلانية.

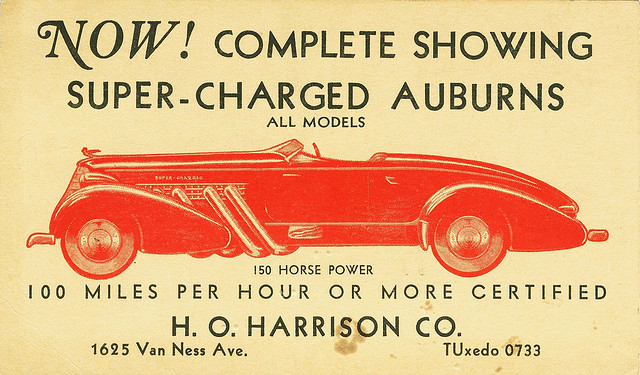
بطاقة بريد إعلانية لشركة أوبورن للسيارات من عام 1935

إن بطاقة البريد الإعلانية هي بطاقة بريدية تُستخدم لأغراض إعلانية (على عكس بطاقات السياحة أو التهنئة). تُستخدم البطاقات البريدية في الإعلان كبديل أو مُكمّل للإعلانات المطبوعة الأخرى، مثل الفهارس والرسائل والمنشورات. يمكن إرسال البطاقات البريدية الإعلانية بالبريد أو توزيعها بطرق أخرى.

## تعريف

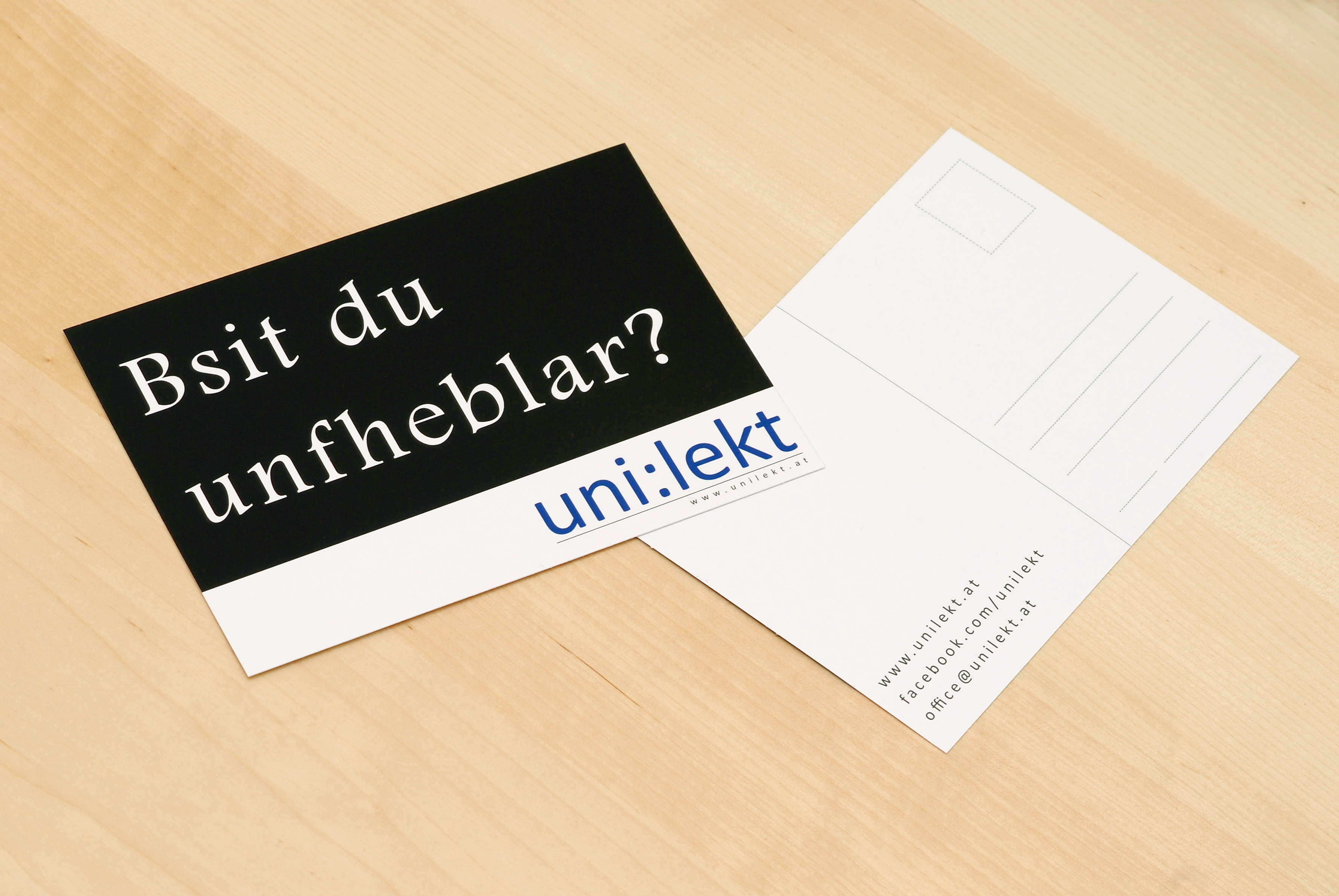
بطاقة بريد ألمانية

البطاقة البريدية الإعلانية هي قطعة مستطيلة من الورق الصلب (عادةً 3.5 × 5.5 بوصة، أو 148 مم × 105 مم في دول أوروبا)، مطبوعة في شكل يسهل إرساله عبر البريد ومصممة لحمل رسائل ترويجية للمنتجات أو الخدمات.

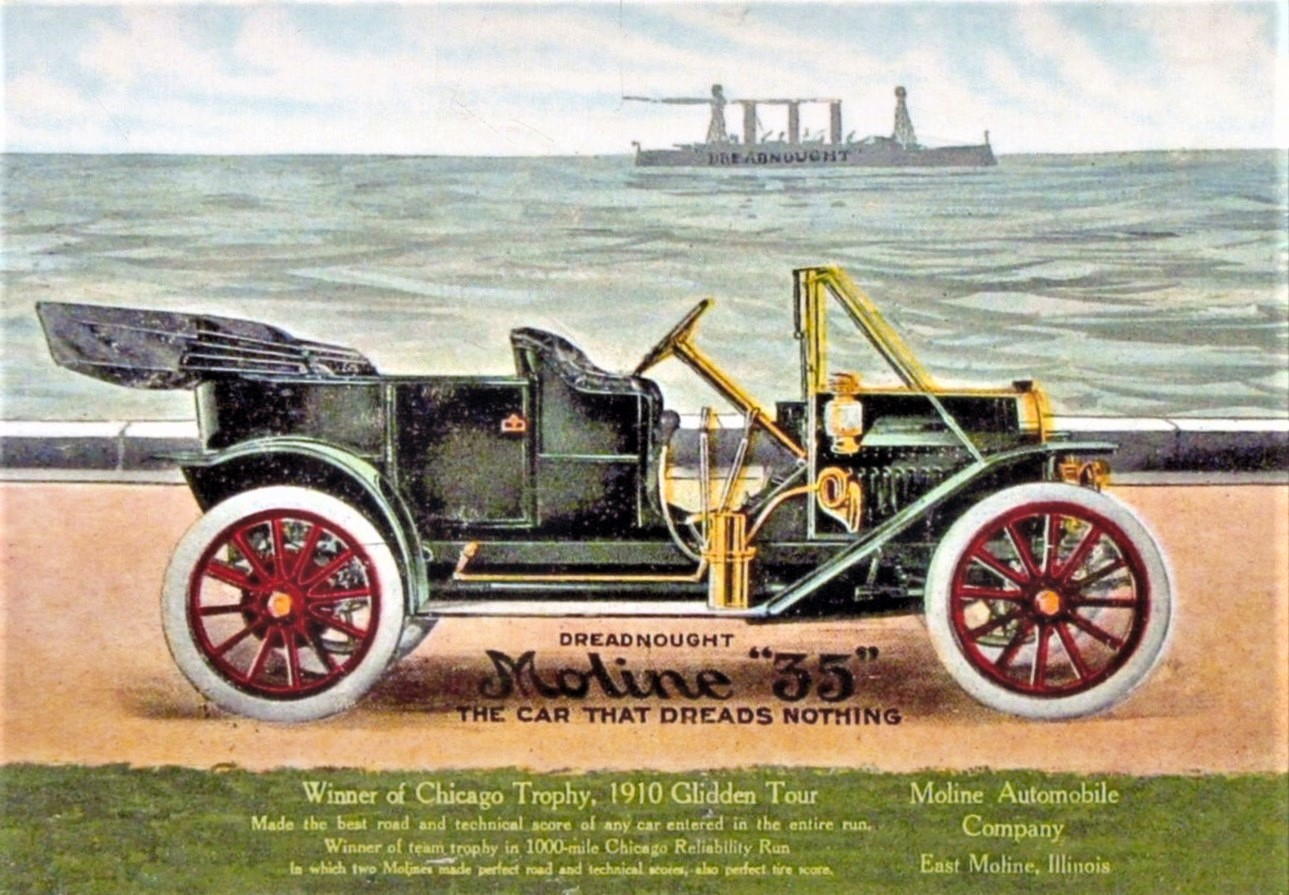
بطاقة بريد إعلانية عن سيارة دريدنوت مولين 35 تورينج موديل 1911

## نبذة تاريخية
منذ القرن الثامن عشر، استخدمت الشركات بطاقات التجارة للترويج لمجموعة واسعة من السلع والخدمات. لم تكتفِ دور النشر التجارية في القرن الثامن عشر بطباعة البطاقات، بل ساعدت أيضًا الشركات المحلية في توزيعها. كانت هذهِ البطاقات التجارية بمثابة مقدمة لبطاقات البريد الإعلانية الحديثة. بحلول أواخر القرن التاسع عشر، استخدمت العديد من الشركات المعروفة بطاقات التجارة كشكل من أشكال الترويج الإعلاني، بما في ذلك: كولجيت وبالموليف، وكاكاو فان هوتن، وقطن كلارك، وسيلتزر تارانت، بالإضافة إلى العديد من شركات السجائر والأندية الرياضية والمشاهير. كما استُخدمت هذهِ البطاقات البريدية الإعلانية للدعاية.
استمرت شعبية بطاقات الإعلانات التجارية حتى بعد الحرب العالمية الأولى بفترة طويلة، لكنها بدأت بالتراجع مع ظهور البث الإذاعي التجاري في عقد العشرينيات من القرن العشرين، نظرًا لتفضيل المعلنين لسرعة البث الإذاعي كوسيلة للوصول إلى جماهير غفيرة بتكلفة معقولة. مع ذلك، استعادت بطاقات الإعلانات البريدية بعضًا من شعبيتها السابقة في تسعينيات القرن الماضي. وبدأ المعلنون في إحياء هذه البطاقات كجزء من استراتيجية إعلامية متكاملة شاملة مصممة للوصول إلى أسواق الشباب المتنقلة و"الصعبة الوصول".
بطاقات التجارة والبطاقات البريدية الإعلانية عبر العصور

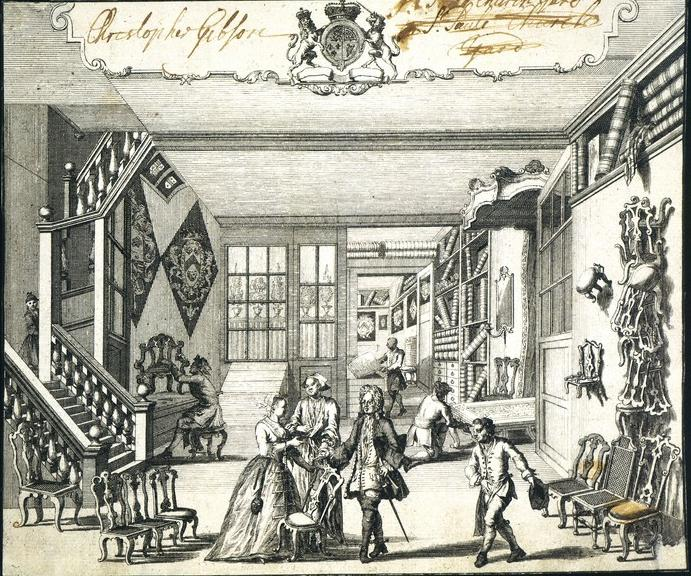
بطاقة تجارية لتاجر أثاث ومنجد، للأعوام 1730-1742، متحف فيكتوريا وألبرت
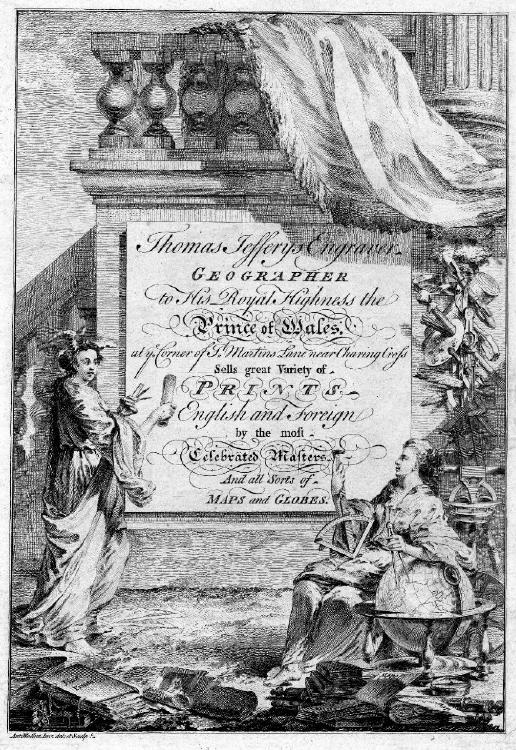
بطاقة تجارية لتوماس جيفريز، عام 1750
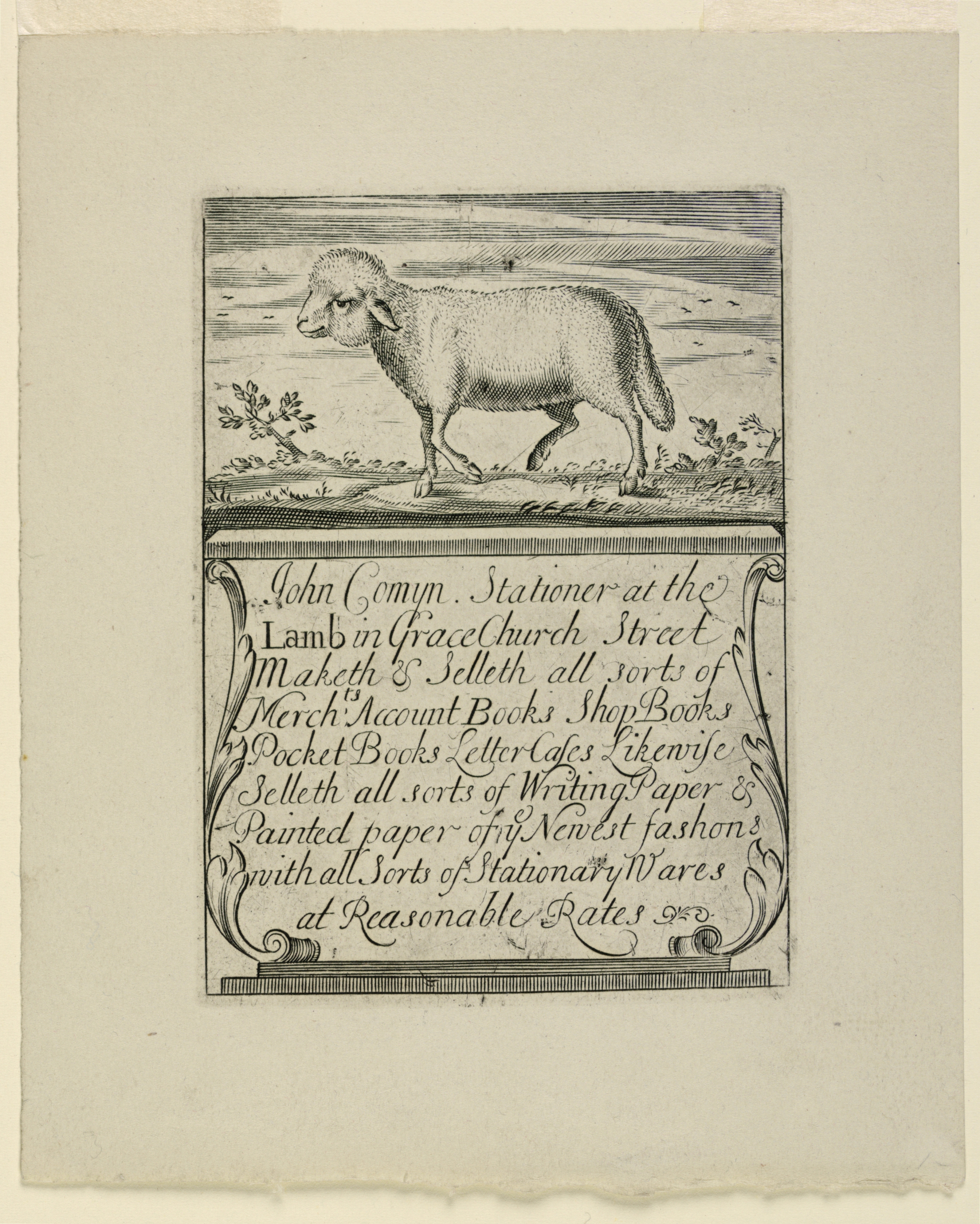
بطاقات التجارة كانت تُستخدم كوسيلة للإعلان في القرن الثامن عشر، بطاقة تجارة التجزئة، حوالي عام 1750
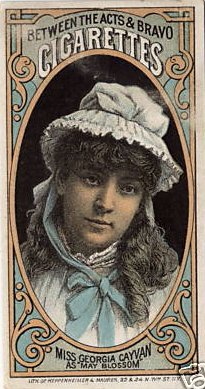
بطاقة سجائر عليها صورة الممثلة الشهيرة جورجيا كايفان، حوالي عام 1882
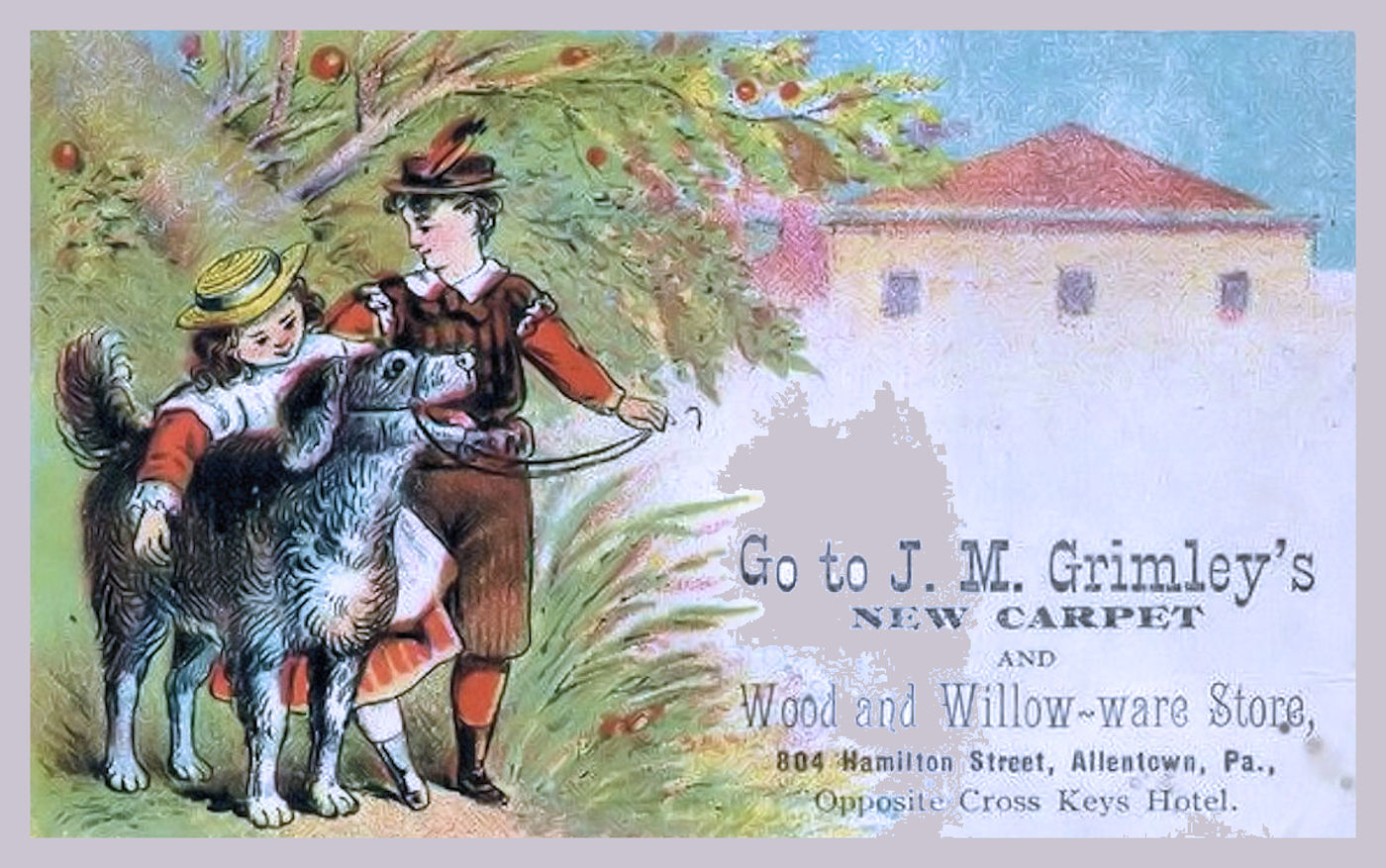
بطاقة تجارية لجيريميا م. جريملي، حوالي عام 1884
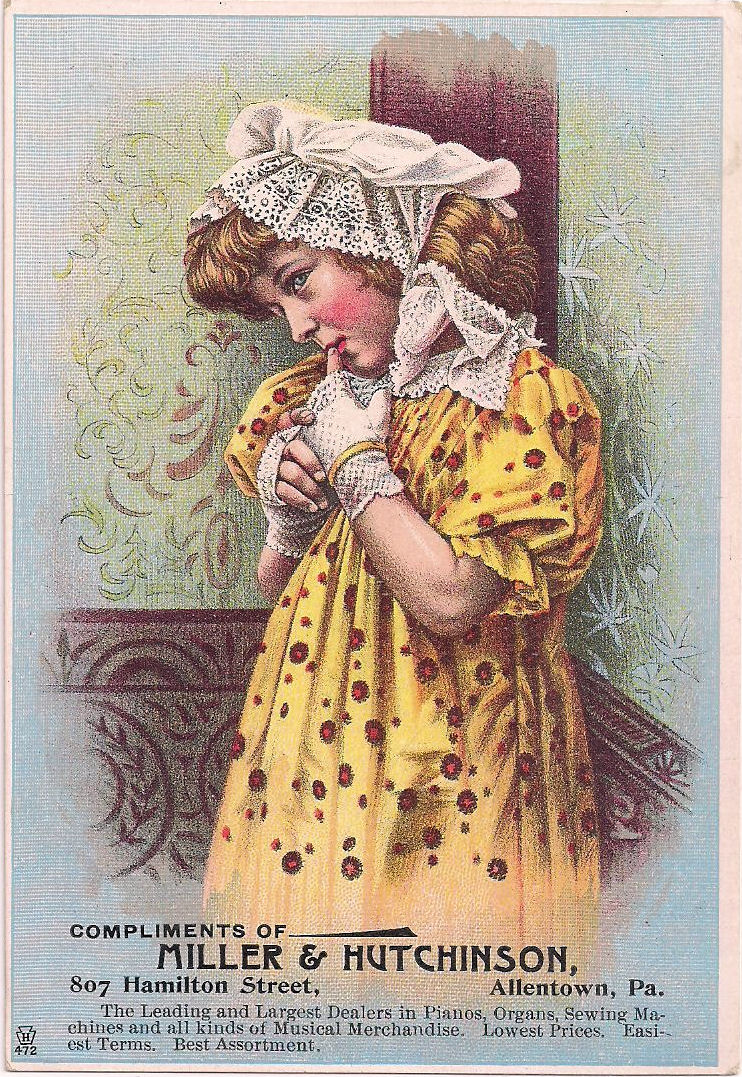
بطاقة تجارية لميلر وهوتشينسون، تجار البيانو والأرغن والآلات الموسيقية، عام 1891
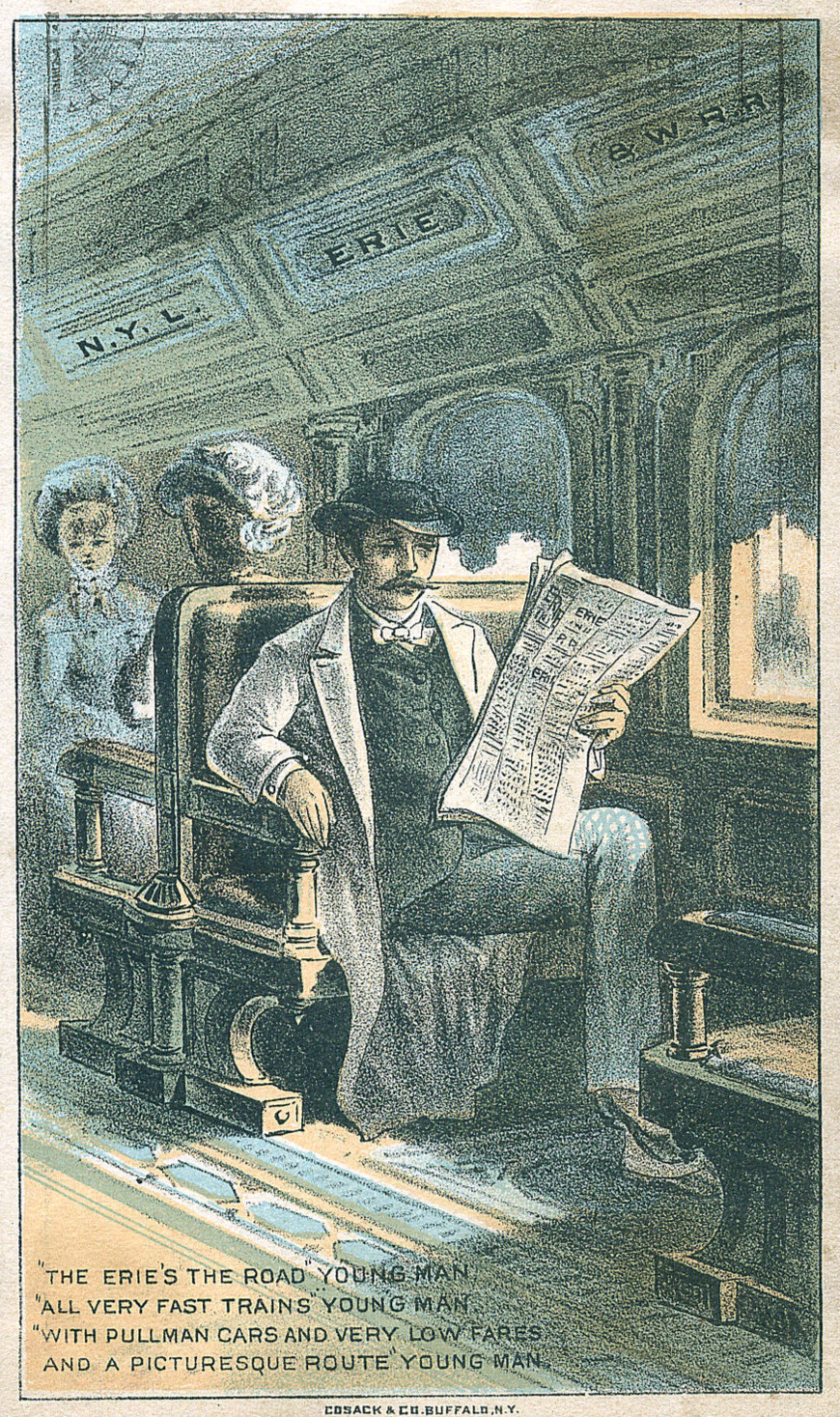
بطاقة تجارية لشركة سكة حديد، قبل عام 1900
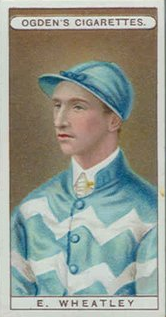
بطاقة سجائر أوجدن التي تحمل صورة الفارس، إيليا ويتلي، حوالي عام 1905
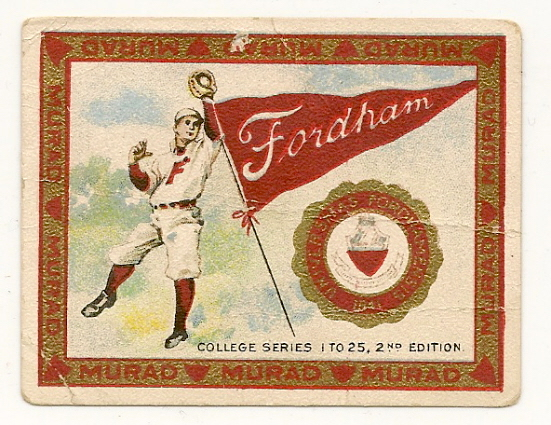
بطاقة بيسبول فوردهام حوالي عام 1910
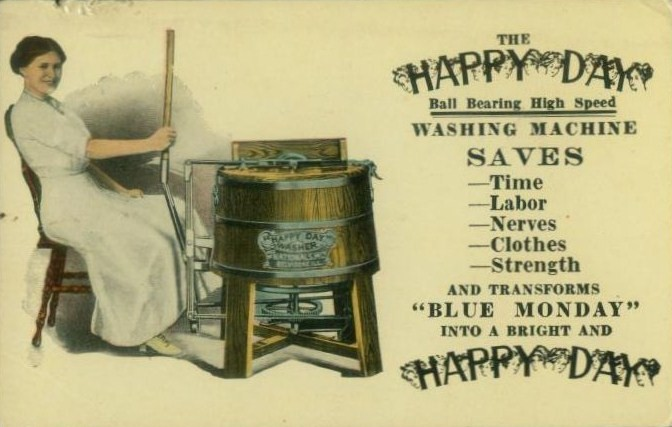
غسالة الملابس "اليوم السعيد"، عام 1910
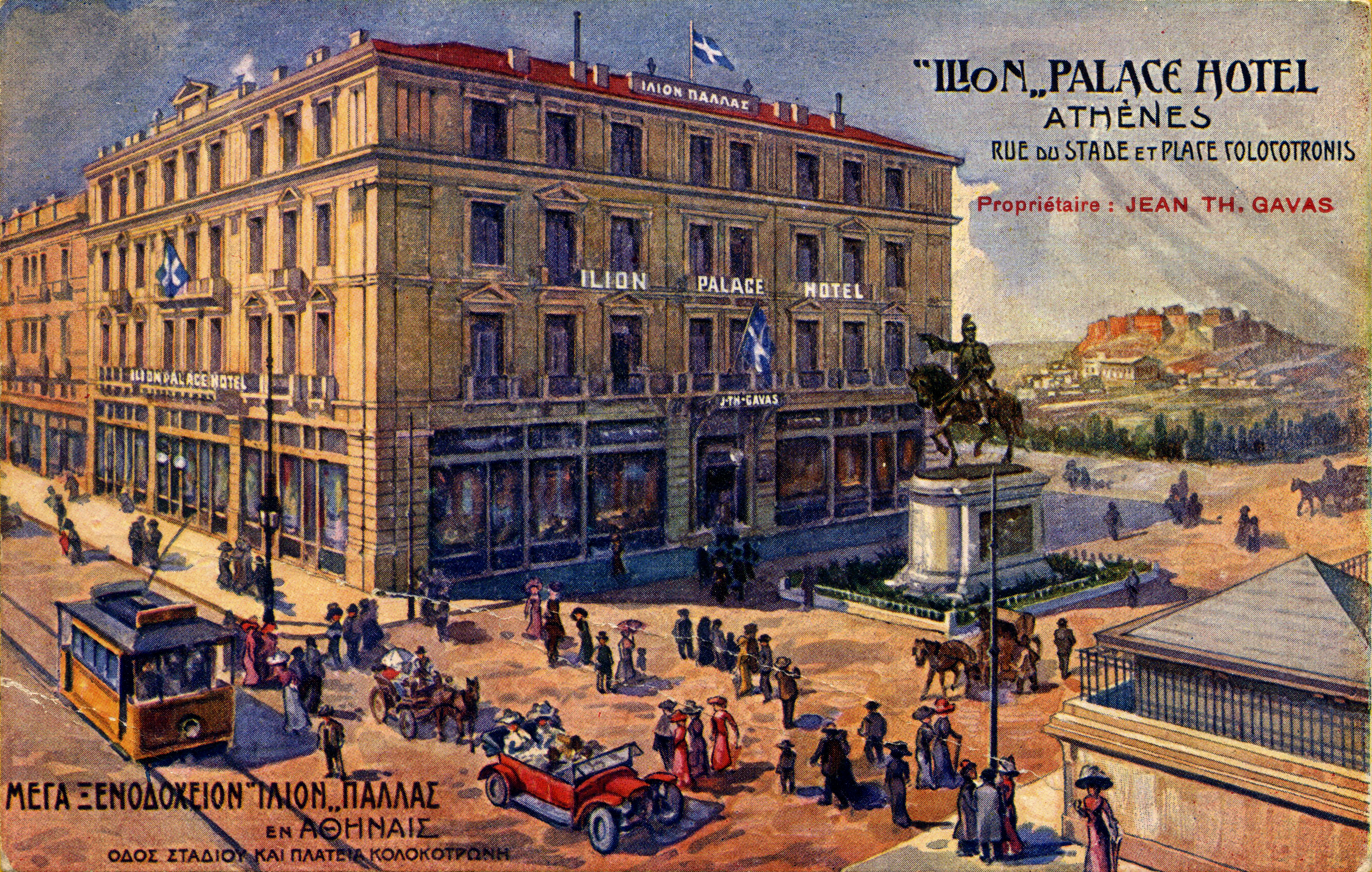
فندق "قصر إيليون" في أثينا، اليونان، حوالي عام 1910
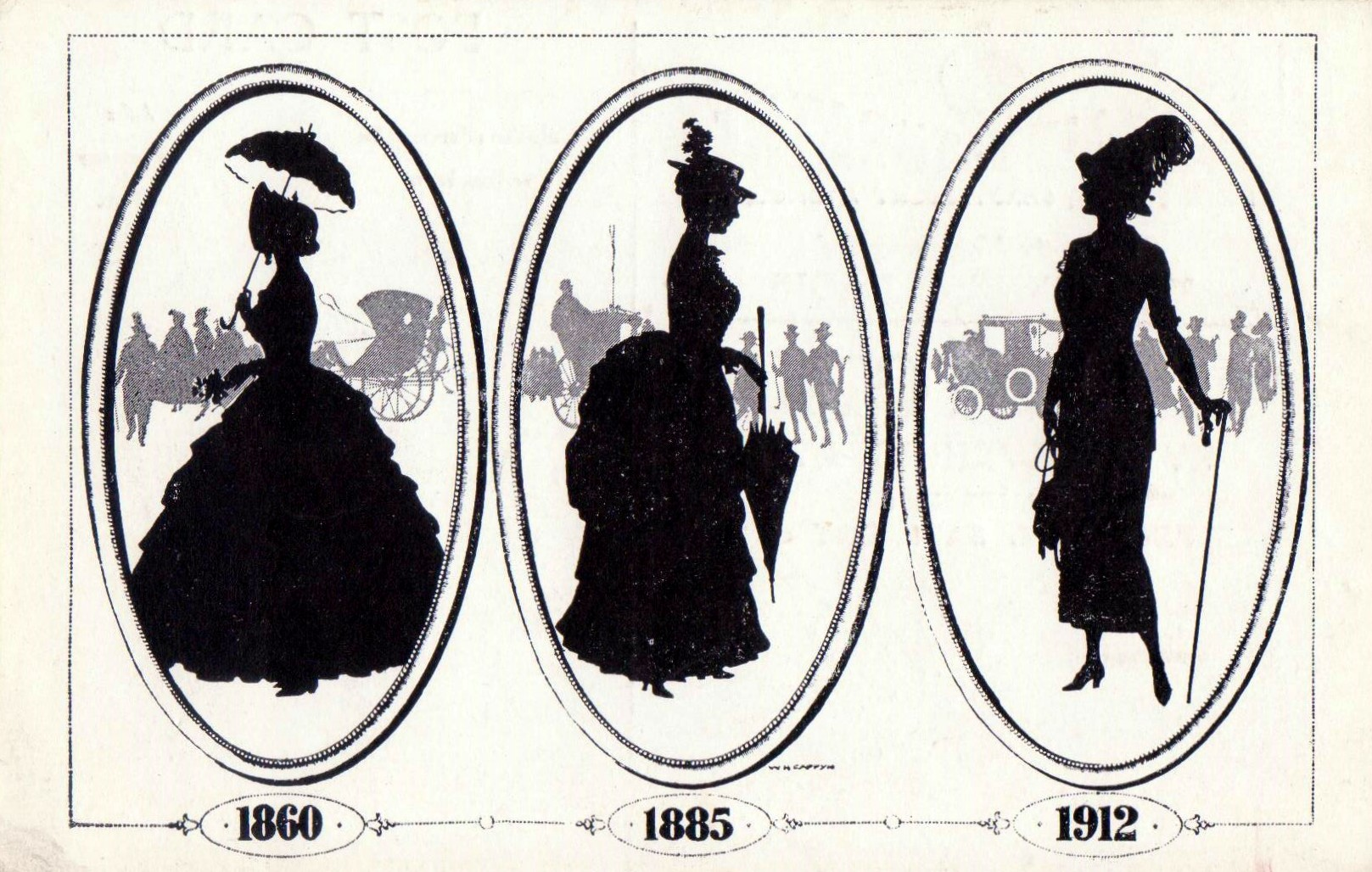
مسرح رويالتي، لندن، عام 1912
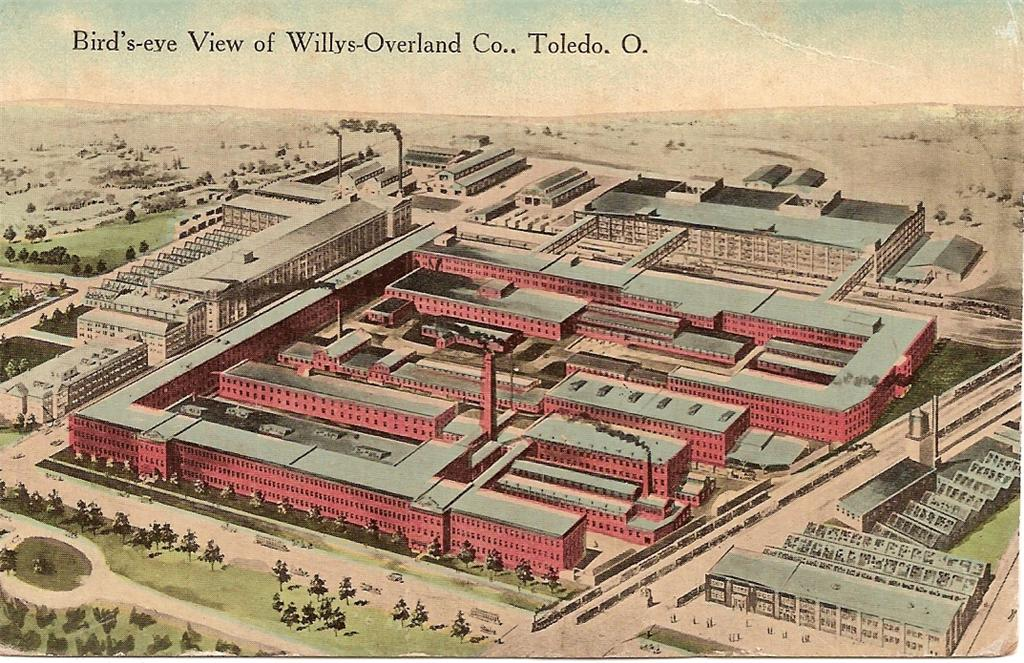
مصنع ويليز البري، توليدو، أوهايو، عام 1915
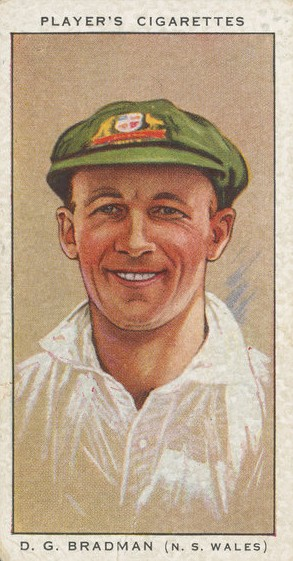
بطاقة سجائر عليها صورة لاعب الكريكيت الأسترالي، دونالد برادمان، ثلاثينيات القرن العشرين

## أنواع البطائق
يوجد العديد من أنواع بطاقات البريد المختلفة، إلا أن هناك نوعين رئيسيين - تلك التي لم ترسل بالبريد إلى العملاء، وربما الأسماء المأخوذة من قائمة بريدية، وتلك التي وزعت بشكل مباشر.

### البريد المباشر

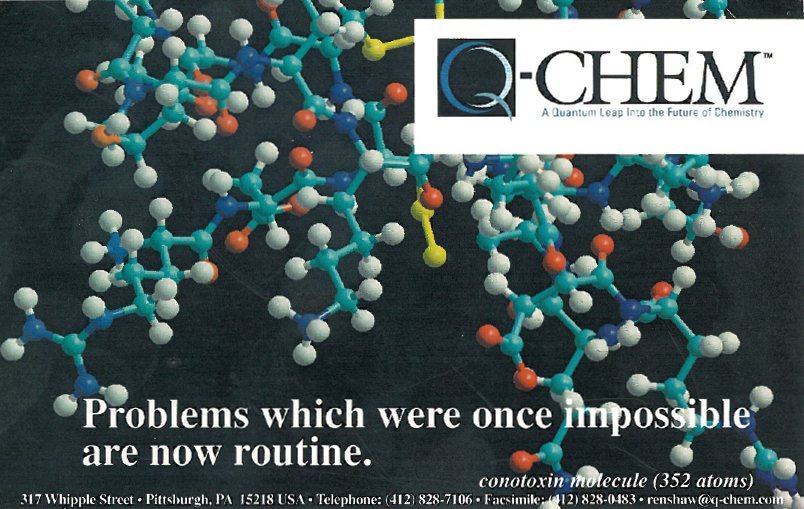
بطاقة بريدية إعلانية من أوائل القرن الحادي والعشرين لشركة Q-Chem، 2003

على الرغم من أن البطاقات البريدية كانت دائمًا مستطيلة الشكل، إلا أن بعض السلطات البريدية، مثل مؤسسة البريد الكندي، قد تسمح بإرسال بطاقات ذات أشكال غير مستطيلة. وقد أدى هذا إلى ظهور مفاهيم تسويقية جديدة مثل البطاقات البريدية المستديرة أو البطاقات المقطوعة خصيصًا لتتناسب مع موضوع حملة إعلانية معينة.

### التوزيع المباشر
تُوزّع البطاقات البريدية الإعلانية عادةً على منصات عرض، ويُشجَّع الزبائن على أخذها مجانًا. تُوضع هذه المنصات عادةً في المناطق ذات الكثافة المرورية العالية، مثل مراكز التسوق، والجامعات، ومحطات النقل العام، وأماكن الترفيه.

### الثقافة الشعبية
كانت البطاقات البريدية الإعلانية تحظى بشعبية كبيرة بين هواة الجمع منذ ظهورها في القرنين الثامن عشر والتاسع عشر. فهي تقع على الحدود بين "الفن البسيط" و"الفن الرفيع". وصف أحد العلماء ميل القرن التاسع عشر لجمع البطاقات البريدية بأنه "هوس". أصبح العلماء مهتمين مؤخرًا بدراسة بطاقات التجارة والبطاقات البريدية الإعلانية كوسيلة لفهم التسويق التجاري الناشئ للاستهلاك في القرن الثامن عشر.

## اقرأ أيضاً
- Hubbard P., "Advertising and Print Culture in the Eighteenth Century," In: Craciun A., Schaffer S. (eds), The Material Cultures of Enlightenment Arts and Sciences, [Palgrave Studies in the Enlightenment, Romanticism and the Cultures of Print], London, Palgrave Macmillan, 2016
- Hubbard P., Trade Cards in 18th-Century Consumer Culture: Circulation, and Exchange in Commercial and Collecting Spaces, Material Culture Review, Volume 74/75, Spring, 2012, Online: https://journals.lib.unb.ca/index.php/MCR/article/view/20447/23603

## روابط خارجية
- Victorian tradecards